# Sotillo de Cea
Sotillo de Cea es una localidad del municipio leonés de Sahagún, en la Comunidad Autónoma de Castilla y León. El pueblo se encuentra al norte del municipio, próximo al río Valderaduey. Se accede a la localidad a través de la carretera LE-6707.
La iglesia está dedicada a san Juan Bautista.

## Localidades limítrofes
Confina con las siguientes localidades:
- Al norte con San Pedro de Valderaduey.
- Al este con Celada de Cea.
- Al sur con Joara y Villalmán.
- Al oeste con Villamol.
- Al noroeste con Cea.

## Demografía
Evolución de la población
| Gráfica de evolución demográfica de Sotillo de Cea entre 2000 y 2023 |
|                                                                      |
| Población de derecho (2000-2017) según el padrón municipal del INE   |

## Historia
Así se describe a Sotillo de Cea en el tomo XIV del Diccionario geográfico-estadístico-histórico de España y sus posesiones de Ultramar, obra impulsada por Pascual Madoz a mediados del siglo XIX:

Lugar en la provincia y diócesis de León (10 leguas), partido judicial de Sahagún (1), audiencia territorial y capitanía general de Valladolid (18), ayuntamiento de Saelices del Río. Situado en un valle al E del río Valderaduey; su clima es frío, pero sano; sus enfermedades más comunes son tercianas y alguna pulmonía. Tiene 28 casas; escuela de primeras letras frecuentada por 24 niños que satisfacen al maestro una módica retribución; iglesia parroquial (San Juan Bautista) servida por un cura de ingreso y patronato de legos, y una fuente de medianas aguas. Confina con San Pedro, Cea, Joara, Villazán y Celada. El terreno es de buena calidad, y le fertilizan las aguas del Valderaduey. Los caminos son locales. Producciones: toda clase de cereales, legumbres, patatas y pastos; cría ganado lanar y vacuno; caza de conejos, perdices y liebres, y pesca de cangrejos. Industria: un molino harinero. Población: 24 vecinos, 90 almas. Contribución: con el ayuntamiento.
Diccionario geográfico-estadístico-histórico de España y sus posesiones de Ultramar